# Nazionale maschile di football americano della Danimarca
La nazionale di football americano della Danimarca è la selezione maggiore maschile di football americano della Federazione Danese di Football Americano, che rappresenta la Danimarca nelle varie competizioni ufficiali o amichevoli riservate a squadre nazionali. È attualmente detentrice del titolo europeo B.

## Risultati
Legenda: Grassetto: Risultato migliore, Corsivo: Mancate partecipazioni

## Dettaglio stagioni

### Amichevoli
| Stagione | Vin | Par | Per | Tot | PF | PS | avversaria  |
| -------- | --- | --- | --- | --- | -- | -- | ----------- |
| 2007     | 0   | 0   | 1   | 1   | 6  | 71 | Svezia      |
| 2007     | 1   | 0   | 0   | 1   | 48 | 20 | Team Eagles |
| Totale   | 1   | 0   | 1   | 2   | 54 | 91 |             |

Fonte: americanfootballitalia.com

### Tornei

#### Mondiali

##### Qualificazioni
| Stagione | regular season | regular season | regular season | regular season | regular season | regular season | playoff | playoff | playoff | playoff | playoff | playoff   | playoff    |
|          | Vin            | Par            | Per            | Tot            | PF             | PS             | Vin     | Per     | Tot     | PF      | PS      | risultato | avversaria |
| -------- | -------------- | -------------- | -------------- | -------------- | -------------- | -------------- | ------- | ------- | ------- | ------- | ------- | --------- | ---------- |
| 2007     | -              | -              | -              | -              | -              | -              | 0       | 1       | 1       | 7       | 68      |           | Germania   |
| Totale   | -              | -              | -              | -              | -              | -              | 0       | 1       | 1       | 7       | 68      |           |            |

Fonte: americanfootballitalia.com

#### Europei

##### Europeo ante-2001/Europeo A

###### Fase finale
| Stagione | regular season | regular season | regular season | regular season | regular season | regular season | playoff | playoff | playoff | playoff | playoff | playoff     | playoff       |
|          | Vin            | Par            | Per            | Tot            | PF             | PS             | Vin     | Per     | Tot     | PF      | PS      | risultato   | avversaria    |
| -------- | -------------- | -------------- | -------------- | -------------- | -------------- | -------------- | ------- | ------- | ------- | ------- | ------- | ----------- | ------------- |
| 2014     | 0              | 0              | 2              | 2              | 7              | 114            | 0       | 1       | 1       | 17      | 24      | Sesto posto | Svezia        |
| 2018     | 0              | 0              | 2              | 2              | 35             | 70             | 0       | 1       | 1       | 16      | 33      | Sesto posto | Gran Bretagna |
| 2021     | -              | -              | -              | -              | -              | -              | 1       | 1       | 2       | 60      | 38      | Sesto posto | Austria       |
| 2023     | -              | -              | -              | -              | -              | -              | 1       | 1       | 2       | 35      | 36      | Sesto posto | Gran Bretagna |
| Totale   | 0              | 0              | 4              | 4              | 42             | 184            | 2       | 4       | 6       | 128     | 131     |             |               |

Fonte: americanfootballitalia.com

###### Qualificazioni
| Stagione | regular season | regular season | regular season | regular season | regular season | regular season | playoff | playoff | playoff | playoff | playoff | playoff   | playoff    |
|          | Vin            | Par            | Per            | Tot            | PF             | PS             | Vin     | Per     | Tot     | PF      | PS      | risultato | avversaria |
| -------- | -------------- | -------------- | -------------- | -------------- | -------------- | -------------- | ------- | ------- | ------- | ------- | ------- | --------- | ---------- |
| 2000     | -              | -              | -              | -              | -              | -              | 0       | 1       | 1       | 0       | 41      |           | Svezia     |
| 2019     | 1              | 0              | 1              | 2              | 25             | 63             | -       | -       | -       | -       | -       |           | -          |
| 2022     | 1              | 0              | 1              | 2              | 58             | 100            | -       | -       | -       | -       | -       |           | -          |
| 2024     | 1              | 0              | 1              | 2              | 54             | 35             | -       | -       | -       | -       | -       |           | -          |
| Totale   | 3              | 0              | 3              | 6              | 137            | 198            | 0       | 1       | 1       | 0       | 41      |           |            |

Fonte: americanfootballitalia.com

##### Europeo B
| Stagione | regular season | regular season | regular season | regular season | regular season | regular season | playoff | playoff | playoff | playoff | playoff | playoff       | playoff    |
|          | Vin            | Par            | Per            | Tot            | PF             | PS             | Vin     | Per     | Tot     | PF      | PS      | risultato     | avversaria |
| -------- | -------------- | -------------- | -------------- | -------------- | -------------- | -------------- | ------- | ------- | ------- | ------- | ------- | ------------- | ---------- |
| 2009     | 1              | 0              | 1              | 2              | 49             | 30             | 0       | 1       | 1       | 0       | 42      | Secondo posto | Austria    |
| 2013     | 2              | 0              | 0              | 2              | 72             | 10             | 1       | 0       | 1       | 49      | 29      | Campioni      | Italia     |
| Totale   | 3              | 0              | 1              | 4              | 121            | 40             | 1       | 1       | 2       | 49      | 71      |               |            |

Fonte: americanfootballitalia.com

##### Europeo C
| Stagione | regular season | regular season | regular season | regular season | regular season | regular season | playoff | playoff | playoff | playoff | playoff | playoff      | playoff    |
|          | Vin            | Par            | Per            | Tot            | PF             | PS             | Vin     | Per     | Tot     | PF      | PS      | risultato    | avversaria |
| -------- | -------------- | -------------- | -------------- | -------------- | -------------- | -------------- | ------- | ------- | ------- | ------- | ------- | ------------ | ---------- |
| 2003     | 0              | 0              | 2              | 2              | 18             | 49             | 0       | 1       | 1       | 20      | 45      | Quarto posto | Rep. Ceca  |
| Totale   | 0              | 0              | 2              | 2              | 18             | 49             | 0       | 1       | 1       | 20      | 45      |              |            |

Fonte: americanfootballitalia.com

#### Campionato nordico
| Stagione | regular season | regular season | regular season | regular season | regular season | regular season | playoff | playoff | playoff | playoff | playoff | playoff   | playoff    |
|          | Vin            | Par            | Per            | Tot            | PF             | PS             | Vin     | Per     | Tot     | PF      | PS      | risultato | avversaria |
| -------- | -------------- | -------------- | -------------- | -------------- | -------------- | -------------- | ------- | ------- | ------- | ------- | ------- | --------- | ---------- |
| 2002     | 0              | 0              | 1              | 1              | 16             | 26             | -       | -       | -       | -       | -       |           | Svezia     |
| 2004     | 0              | 0              | 1              | 1              | 7              | 31             | -       | -       | -       | -       | -       |           | Svezia     |
| Totale   | 0              | 0              | 2              | 2              | 23             | 57             | -       | -       | -       | -       | -       |           |            |

Fonte: americanfootballitalia.com

### Riepilogo partite disputate
| Anno             | Luogo      | Evento             | Fase del torneo          | Incontro                  | Risultato     |
| 2000             | Gentofte   | Europeo            | Ottavi di finale         | Danimarca - Svezia        | 0 - 41        |
| 2002             | Copenaghen | Campionato nordico | Primo turno              | Danimarca - Svezia        | 16 - 26       |
| 2003             | Copenaghen | Europeo C          | Girone                   | Danimarca - Rep. Ceca     | 3 - 7         |
| 2003             | Copenaghen | Europeo C          | Girone                   | Russia - Danimarca        | 42 - 15       |
| 2003             | Copenaghen | Europeo C          | Finale 3º - 4º posto     | Danimarca - Rep. Ceca     | 20 - 45       |
| 2004             | Östersund  | Campionato nordico | Primo turno              | Svezia - Danimarca        | 31 - 7        |
| 2007             | Flensburgo | Mondiale           | Qualificazioni           | Germania - Danimarca      | 68 - 7        |
| 2007             | Malmö      | Amichevole         |                          | Svezia - Danimarca        | 71 - 6        |
| 2009             | Wolfsberg  | Europeo B          | Girone                   | Rep. Ceca - Danimarca     | 30 - 15       |
| 2009             | Wolfsberg  | Europeo B          | Girone                   | Danimarca - Rep. Ceca     | 34 - 0        |
| 2009             | Wolfsberg  | Europeo B          | Finale                   | Austria - Danimarca       | 42 - 0        |
| 19 luglio 2012   | Firenze    | 4 Helmets          | Semifinale               | Italia - Danimarca        | 7 - 21        |
| 21 luglio 2012   | Firenze    | 4 Helmets          | Finale                   | Danimarca - Team Eagles   | 49 - 20       |
| 31 agosto 2013   | Milano     | Europeo B          | Girone                   | Danimarca - Serbia        | 38 - 10       |
| 4 settembre 2013 | Milano     | Europeo B          | Girone                   | Rep. Ceca - Danimarca     | 0 - 34        |
| 7 settembre 2013 | Milano     | Europeo B          | Finale                   | Danimarca - Italia        | 49 - 29       |
| 2014             | Graz       | Europeo A          | Girone                   | Austria - Danimarca       | 49 - 7        |
| 2014             | Graz       | Europeo A          | Girone                   | Danimarca - Francia       | 0 - 65        |
| 2014             | Vienna     | Europeo A          | Finale 5º-6º posto       | Svezia - Danimarca        | 24 - 17       |
| 29 luglio 2018   | Vantaa     | Europeo            | Girone                   | Danimarca - Austria       | 15 - 40       |
| 31 luglio 2018   | Vantaa     | Europeo            | Girone                   | Svezia - Danimarca        | 30 - 20       |
| 4 agosto 2018    | Vantaa     | Europeo            | Finale 5º-6º posto       | Danimarca - Gran Bretagna | 16 - 33       |
| 19 ottobre 2019  | Gentofte   | Europeo A          | Qualificazioni           | Danimarca - Paesi Bassi   | 22 - 19       |
| 26 ottobre 2019  | Vantaa     | Europeo A          | Qualificazioni           | Finlandia - Danimarca     | 44 - 3        |
| 2021             |            | Europeo A          | Semifinale 5º - 8º posto | Gran Bretagna - Danimarca | 0 - 35 d.g.s. |
| 30 ottobre 2021  | Gladsaxe   | Europeo A          | Finale 5º - 6º posto     | Danimarca - Austria       | 25 - 38       |
| 8 ottobre 2022   | Vantaa     | Europeo A          | Qualificazioni           | Finlandia - Danimarca     | 60 - 13       |
| 29 ottobre 2022  | Gentofte   | Europeo A          | Qualificazioni           | Danimarca - Rep. Ceca     | 45 - 40       |
| 5 agosto 2023    | Gentofte   | Europeo A          | Semifinale 5º - 8º posto | Danimarca - Serbia        | 13 - 7        |
| 28 ottobre 2023  | Gentofte   | Europeo A          | Finale 5º - 6º posto     | Danimarca - Gran Bretagna | 22 - 30       |
| 19 ottobre 2024  | Copenaghen | Europeo A          | Qualificazioni           | Danimarca - Svizzera      | 27 - 7        |
| 26 ottobre 2024  | Milano     | Europeo A          | Qualificazioni           | Italia - Danimarca        | 28 - 27       |
| 2 agosto 2025    | Copenaghen | Europeo A          | Semifinale 5º - 8º posto | Danimarca - Ungheria      |               |

## Confronti con le altre Nazionali
Questi sono i saldi della Danimarca nei confronti delle Nazionali incontrate.

### Saldo positivo
| Nazionale   | Giocate | Vinte | Pareggiate | Perse | PF | PS | Ultima vittoria | Ultimo pari | Ultima sconfitta |
| ----------- | ------- | ----- | ---------- | ----- | -- | -- | --------------- | ----------- | ---------------- |
| Serbia      | 2       | 2     | 0          | 0     | 51 | 17 | 2023            | -           | -                |
| Svizzera    | 1       | 1     | 0          | 0     | 27 | 7  | 2024            | -           | -                |
| Paesi Bassi | 1       | 1     | 0          | 0     | 22 | 19 | 2019            | -           | -                |
| Italia      | 3       | 2     | 0          | 1     | 97 | 64 | 2013            | -           | 2024             |

### Saldo in pareggio
| Nazionale | Giocate | Vinte | Pareggiate | Perse | PF  | PS  | Ultima vittoria | Ultimo pari | Ultima sconfitta |
| --------- | ------- | ----- | ---------- | ----- | --- | --- | --------------- | ----------- | ---------------- |
| Rep. Ceca | 6       | 3     | 0          | 3     | 151 | 122 | 2022            | -           | 2009             |

### Saldo negativo
| Nazionale     | Giocate | Vinte | Pareggiate | Perse | PF | PS  | Ultima vittoria | Ultimo pari | Ultima sconfitta |
| ------------- | ------- | ----- | ---------- | ----- | -- | --- | --------------- | ----------- | ---------------- |
| Gran Bretagna | 3       | 1     | 0          | 2     | 73 | 63  | 2021            | -           | 2023             |
| Russia        | 1       | 0     | 0          | 1     | 15 | 42  | -               | -           | 2003             |
| Germania      | 1       | 0     | 0          | 1     | 7  | 68  | -               | -           | 2007             |
| Francia       | 1       | 0     | 0          | 1     | 0  | 65  | -               | -           | 2014             |
| Finlandia     | 2       | 0     | 0          | 2     | 16 | 104 | -               | -           | 2022             |
| Austria       | 4       | 0     | 0          | 4     | 47 | 169 | -               | -           | 2021             |
| Svezia        | 6       | 0     | 0          | 6     | 70 | 213 | -               | -           | 2018             |

## Roster storici
| Roster della Danimarca - Italia-Danimarca qualificazioni europee 2024 |
| --- |
| Quarterback - 2 Christoffer Bay Carstens - 3 Alexander Kronborg Bjerre Running Back - 4 Jakob Ringsholt Michaelsen - 30 Jakob Asp Trochmann - 31 Maximilian Kirstein Lundahl Wide Receiver - 10 Jeppe Linnerup Petersen - 19 Martin Due Møller - 80 Jakob Niemann Green - 81 Simon Føns - 82 Oscar Westergaard Andersen Tight End - 11 Mikkel Enevoldsen - 20 Anders Lomholt Ertz - 44 Oliver Tribler - 87 Kasper Kaufmann Sørensen Offensive Linemen - 51 Magnus Stonor Lyngsø - 52 Daniel Allan Linke Krogh - 54 Benjamin Qvist - 60 Nicholas Møller-Hansen - 61 Aaron David Bronstein - 62 Martin Dani Buus - 73 Bastian Sabroe Johannessen - 77 Laurits Lund Tvilling Vinther Defensive Linemen - 12 Christian Kvist Nielsen - 21 Benjamin Kløvning Worm - 25 Anton Zahir Bisgaard Hammachin - 35 August Obionu Overby Larsen - 91 Marcus Berg Boesen - 93 Mads Møller Bruun - 99 Mikkel Ørtoft Foldager Linebacker - 7 Kristoffer Richoff Jensen - 33 Victor Kofod Nissen - 36 Daniel Moradi - 41 Luke Washington Kinch Bennett - 53 Christopher Zimmer Christensen Defensive Back - 1 Hjalmar Skyt Nielsen - 6 Kenneth Larsen-Ledet - 14 Alexander Søby - 15 Jakob Strømgaard - 16 Valentin Sofus Warnock-Kroløkke - 17 Anders Vagtborg Jensen - 18 Victor Løvenholt Alvan Mazanti - 22 Jakob Bækgaard - 23 Magnus Imer Kragelund - 26 Lasse Steemann Engel - 29 Steven Erik Krupsdahl Thoft Andersen Special Team Roster aggiornato al 8 novembre 2024 Coaching staff HC/OC Jakob Zinck Thellufsen · DC Logan Dykstra · ST Søren Skovsgaard Berthelsen · OL Esben Mortensen · WR Mike Williams · QB Ryan Kraft · DL Edi Durakovic · DB Niko Lester · LB Philipp Fronik |